# ヒナスミレ
ヒナスミレ（雛菫、学名：Viola tokubuchiana var. takedana）はスミレ科スミレ属の多年草。フジスミレ（藤菫、学名：V. tokubuchiana）を基本種とする変種。別名、アラゲスミレ、コウライアラゲスミレ、イヌガタケスミレ。
なお、門田裕一 (2016) は、「フジスミレとヒナスミレはそれぞれ独立種として扱うべきかもしれない。」としている。

## 特徴
無茎の種。地下茎は白く細長い。高さは5-10cmになる。葉には長い葉柄があり、斜上し、葉身は地面に対して水平に広がる。葉身は長さ2-6cm、三角状卵形から長卵形で、先端は漸尖形で長く突き出て、基部は深い心形になって両端は接することなく、縁には低いがやや粗い目立つ鋸歯がある。葉の表面は淡緑色で光沢はなく、裏面はしばしば紫色を帯びる。表面と裏面の葉脈上に粗い毛が散生する。
花期は4-5月。他のスミレ属よりやや早く咲く。葉腋から花柄を伸ばして葉の上に出て、花を横向きにつける。花柄には紫色の細点があり、2個の細い小苞葉がある。花の径は約1.5cm、花色はやや淡い傾向があり、淡紅色から淡紅紫色。花弁は波打ち、長さ12-15mm、側弁の基部は無毛かわずかに毛がある。唇弁の距は太く短く、長さ6-7mmになる。萼片は披針形または広披針形で、先端はとがり、付属体は切れ込み、紫色を帯びる。雄蕊は5個あり、花柱はカマキリの頭形になり、上部の両翼がやや後方に張り出す。果実は長卵形の蒴果で、先がとがり紫色の模様がある。

## 分布と生育環境
日本では、北海道（石狩地方以南）、本州、四国、九州（中部以北）の太平洋側に偏って分布し、山地の林内に生育する。基本種のフジスミレより標高が低いところに生える。世界では、朝鮮半島、中国大陸（東北部）にも点々と分布するとされるが、門田裕一 (2016) は、朝鮮半島、中国大陸における分布については「再検討が必要である」としている。

## 名前の由来
和名のヒナスミレは「雛菫」の意で、牧野富太郎 (1907) による命名である。牧野は、『牧野日本植物圖鑑』(1940)において、「和名雛すみれハ其草姿孱弱、花容美ナルヲ以テ名ケラレタリ」と記載している。
種小名（種形容語）tokubuchiana は、北海道植物の採集家、徳淵永治郎 (1864-1913) への献名、変種名 takedana は武田久吉への献名である。牧野富太郎は初め、本変種を独立種 V. takedana Makino (1907)として記載した。のちに、フジスミレ V. tokubuchiana を基本種とする変種に階級移動された。

## ギャラリー

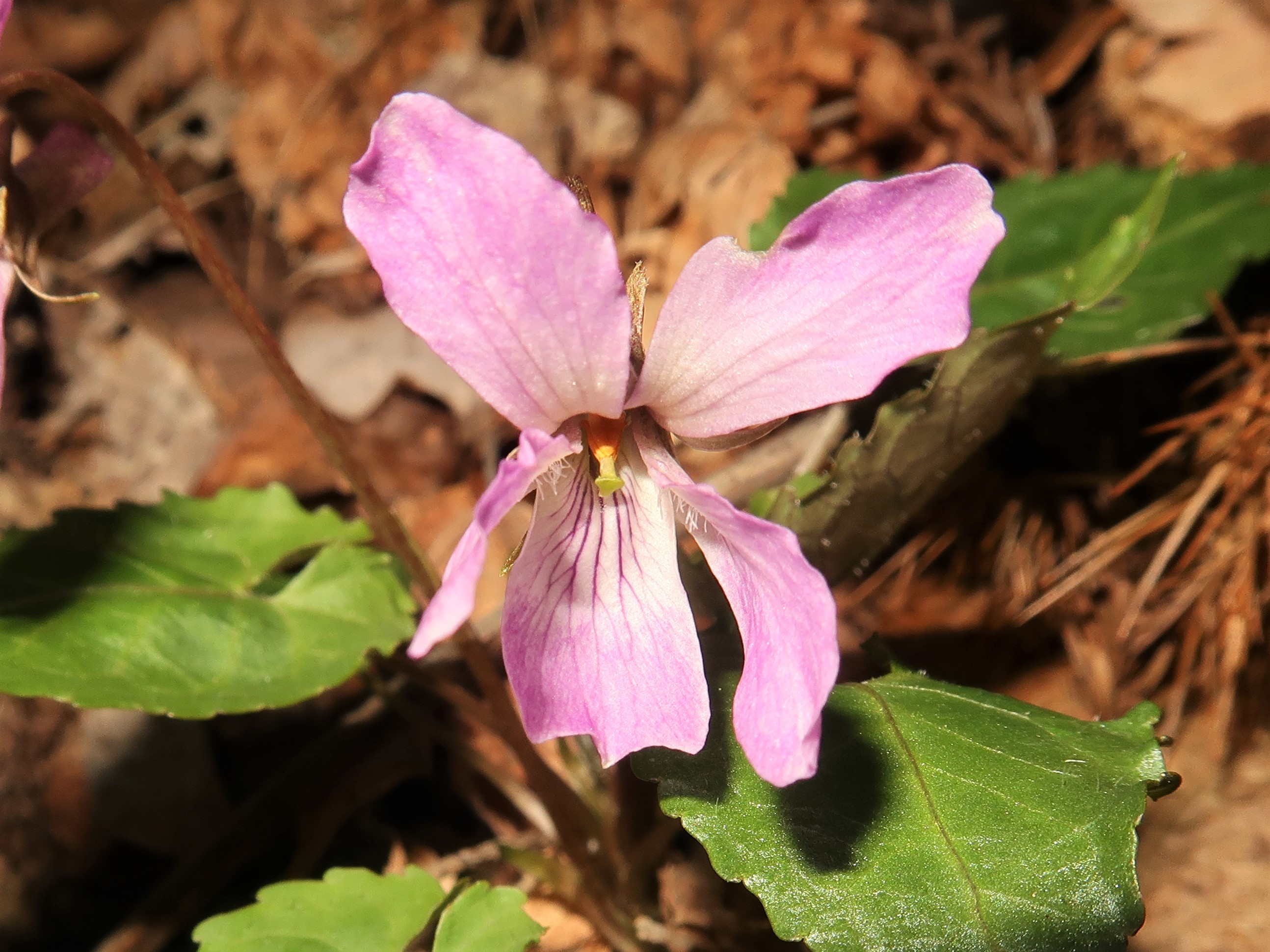
花は淡紅色から淡紅紫色で、花弁は波打ち、この個体の側弁の基部はわずかに有毛。
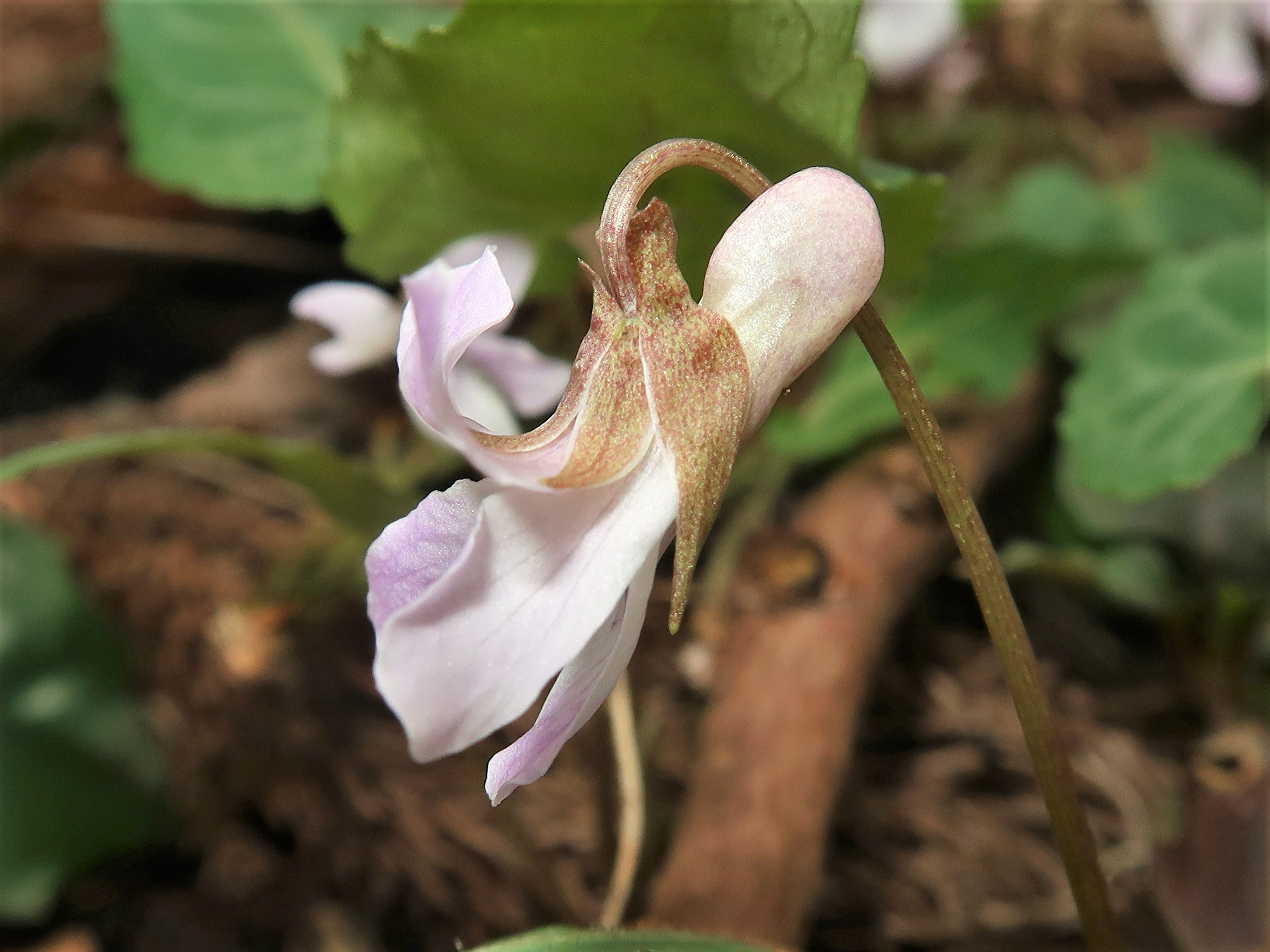
唇弁の距は太く短い。萼片は広披針形で、先端はとがり、付属体は切れ込み、紫色を帯びる。
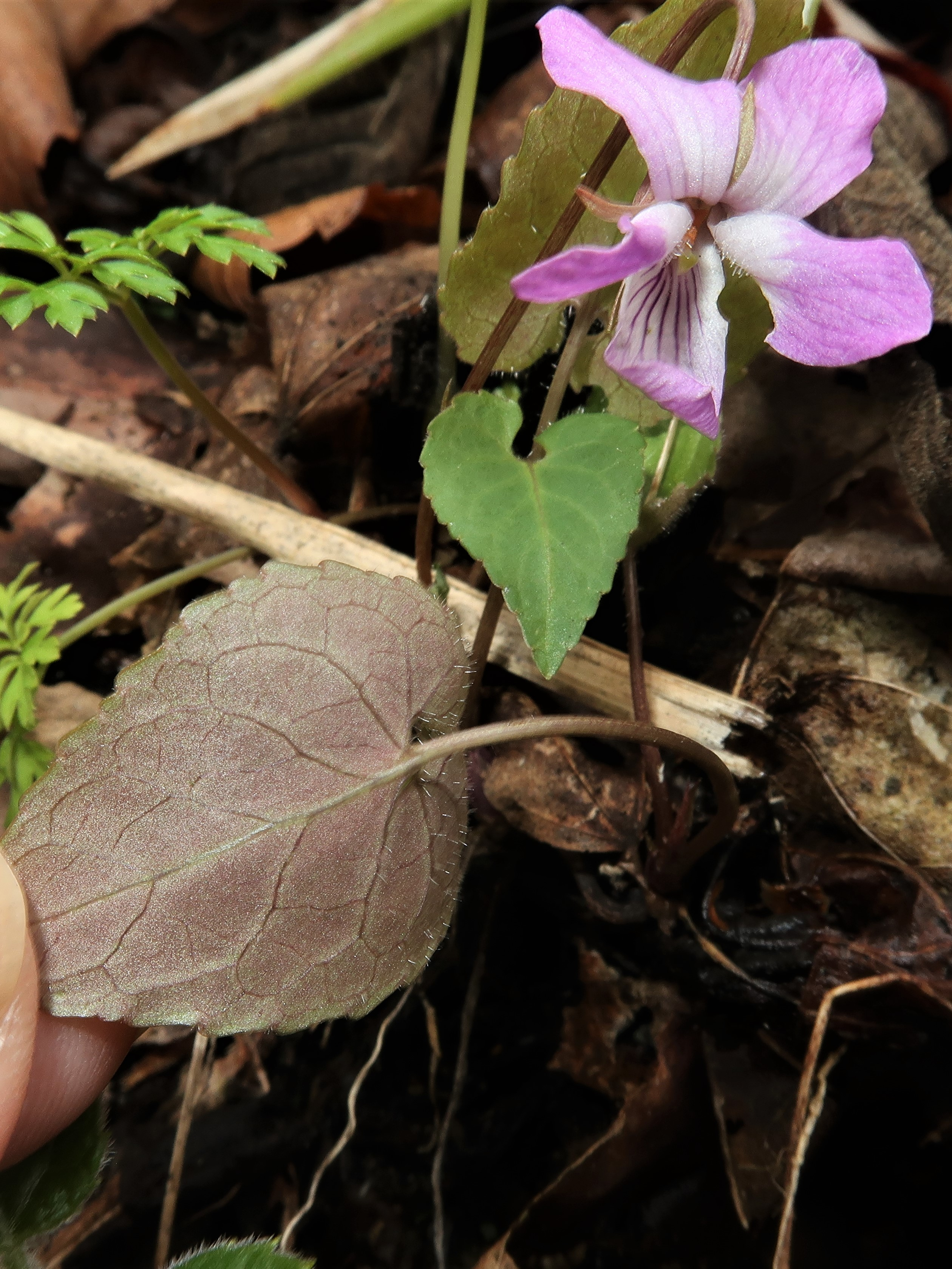
葉の裏面はしばしば紫色を帯びる。
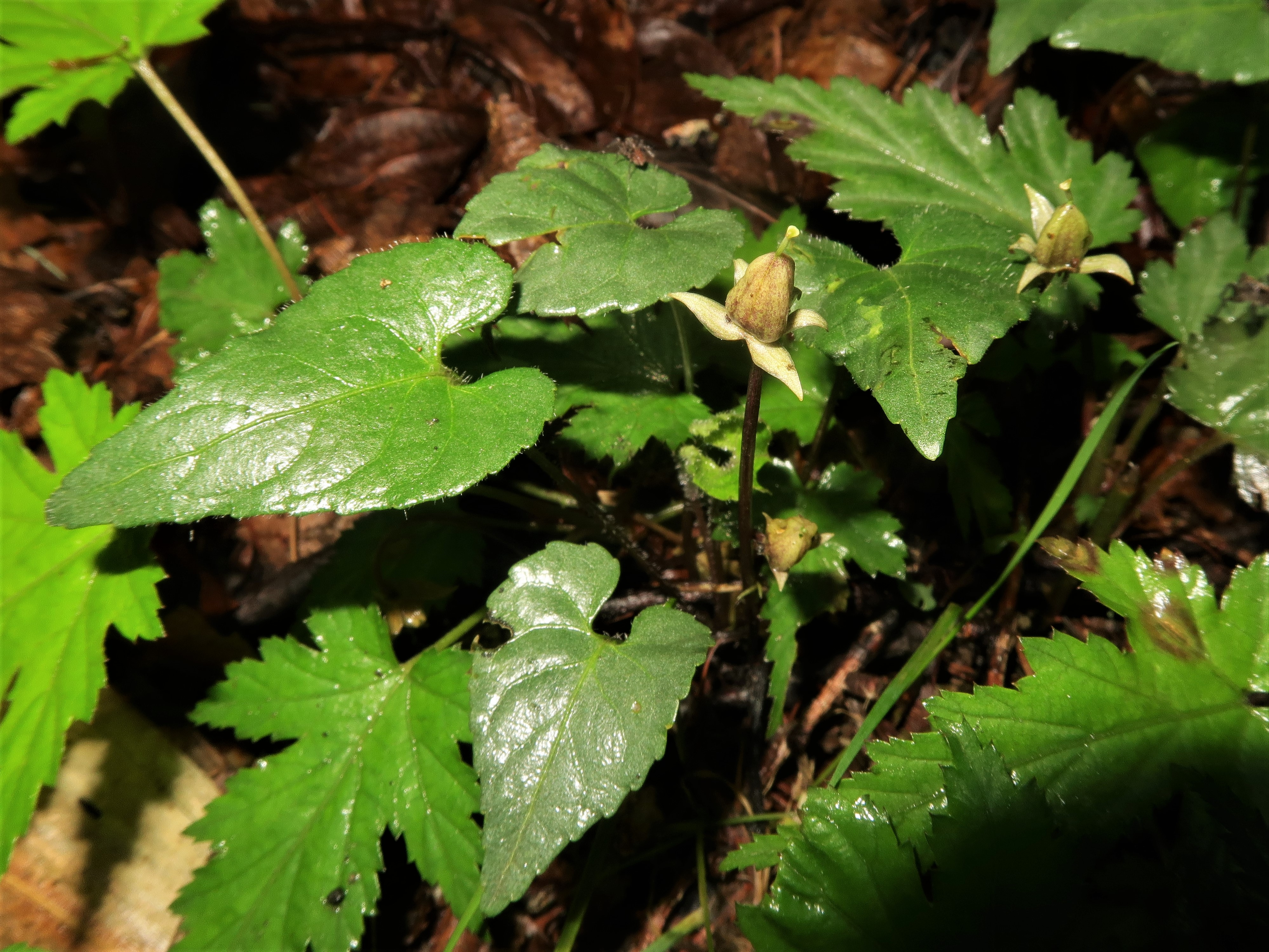
葉身の基部は深い心形になって両端は接しない。果実は紫色を帯びる。

## 下位分類
- シロバナヒナスミレ Viola tokubuchiana Makino var. takedana (Makino) F.Maek. f. albiflora Hayashi [12] - 白花品種[6]。
- エゾヒナスミレ Viola tokubuchiana Makino var. takedana (Makino) F.Maek. f. austroyezoensis (Kawano) F.Maek. et T.Hashim.[13] - 門田裕一 (2016) は本変種のシノニムとしている[6]。
- フイリヒナスミレ Viola tokubuchiana Makino var. takedana (Makino) F.Maek. f. variegate (Nakai) F.Maek.[14] - 葉の表面の葉脈に沿って白斑がでる品種[5][6][7]。
- ミドリヒナスミレ - 花が緑色になるもの。正式な記載はされていない[6]。

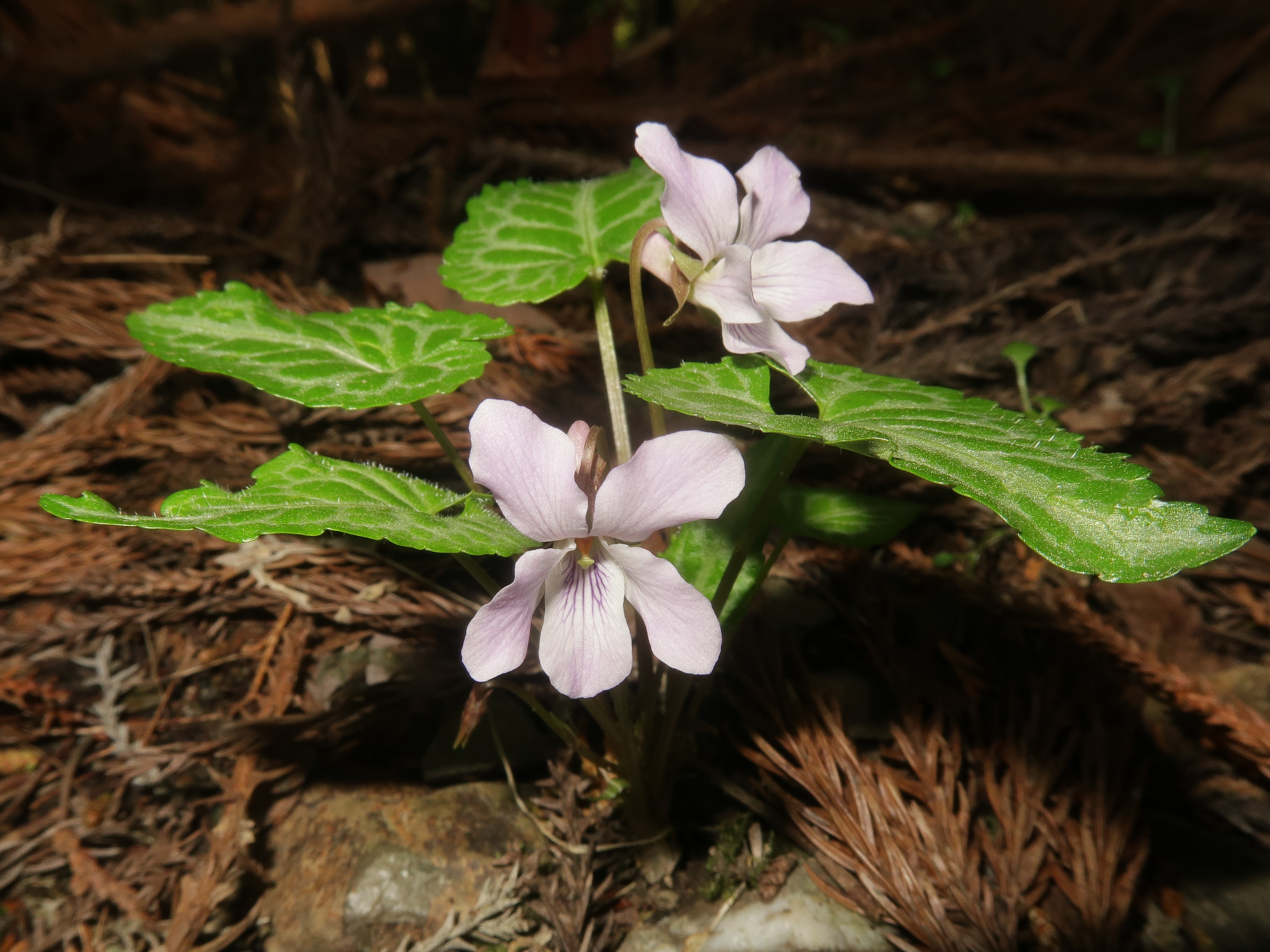
フイリヒナスミレ 群馬県甘楽郡 2022年4月上旬
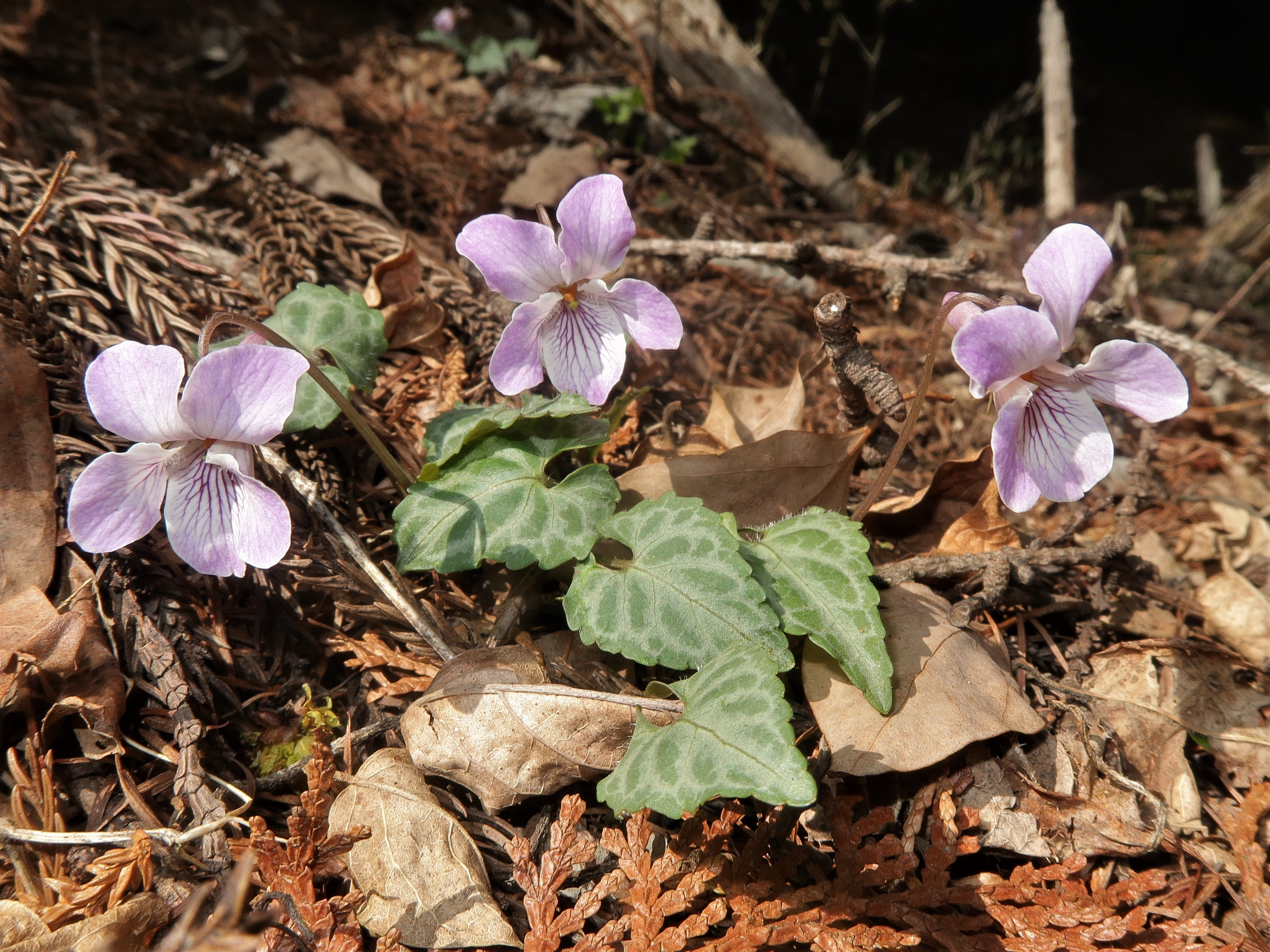
フイリヒナスミレ。葉の表面の葉脈に沿って白斑が入る品種。
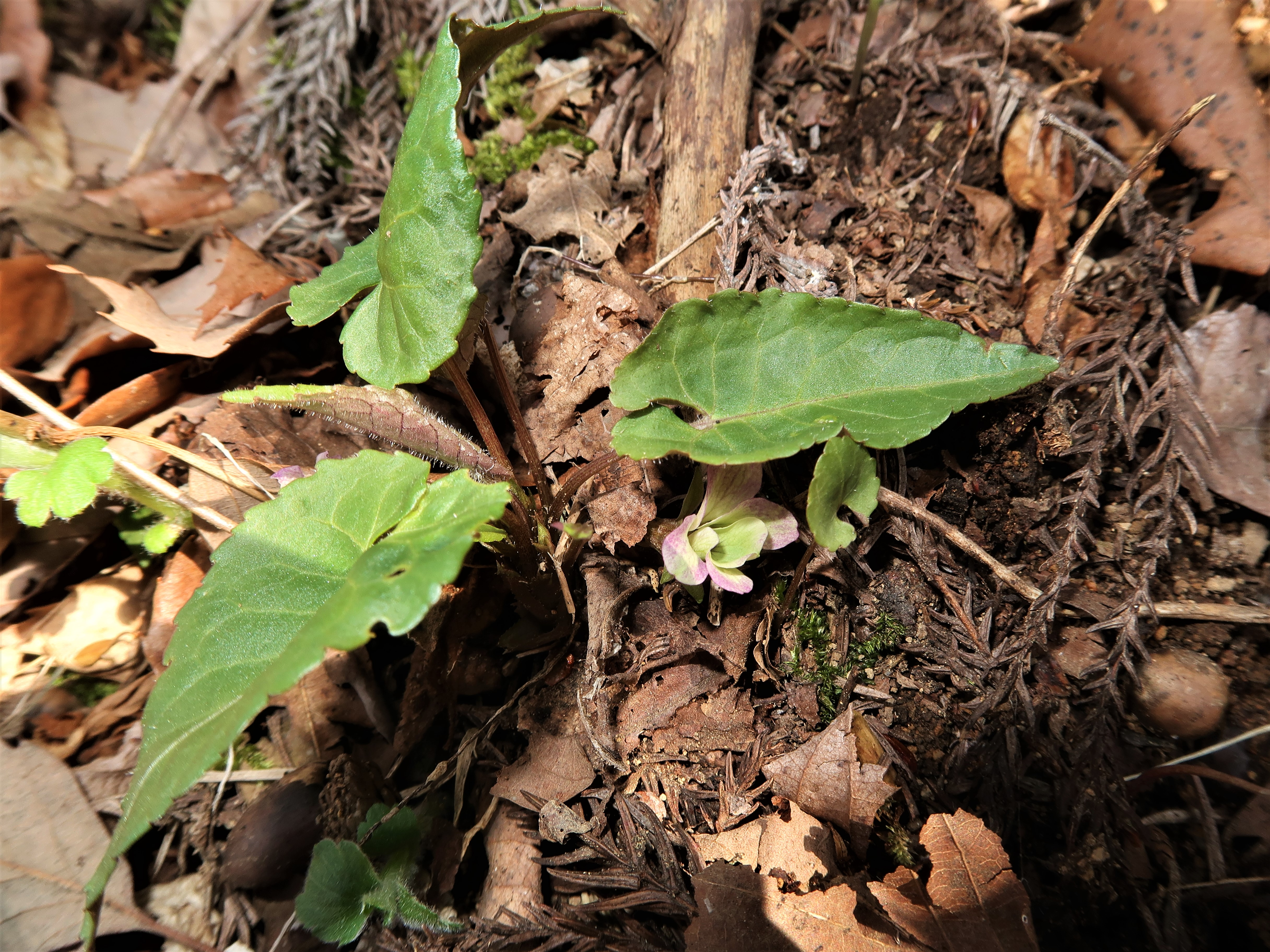
「ミドリヒナスミレ」 福島県中通り地方 2020年4月下旬
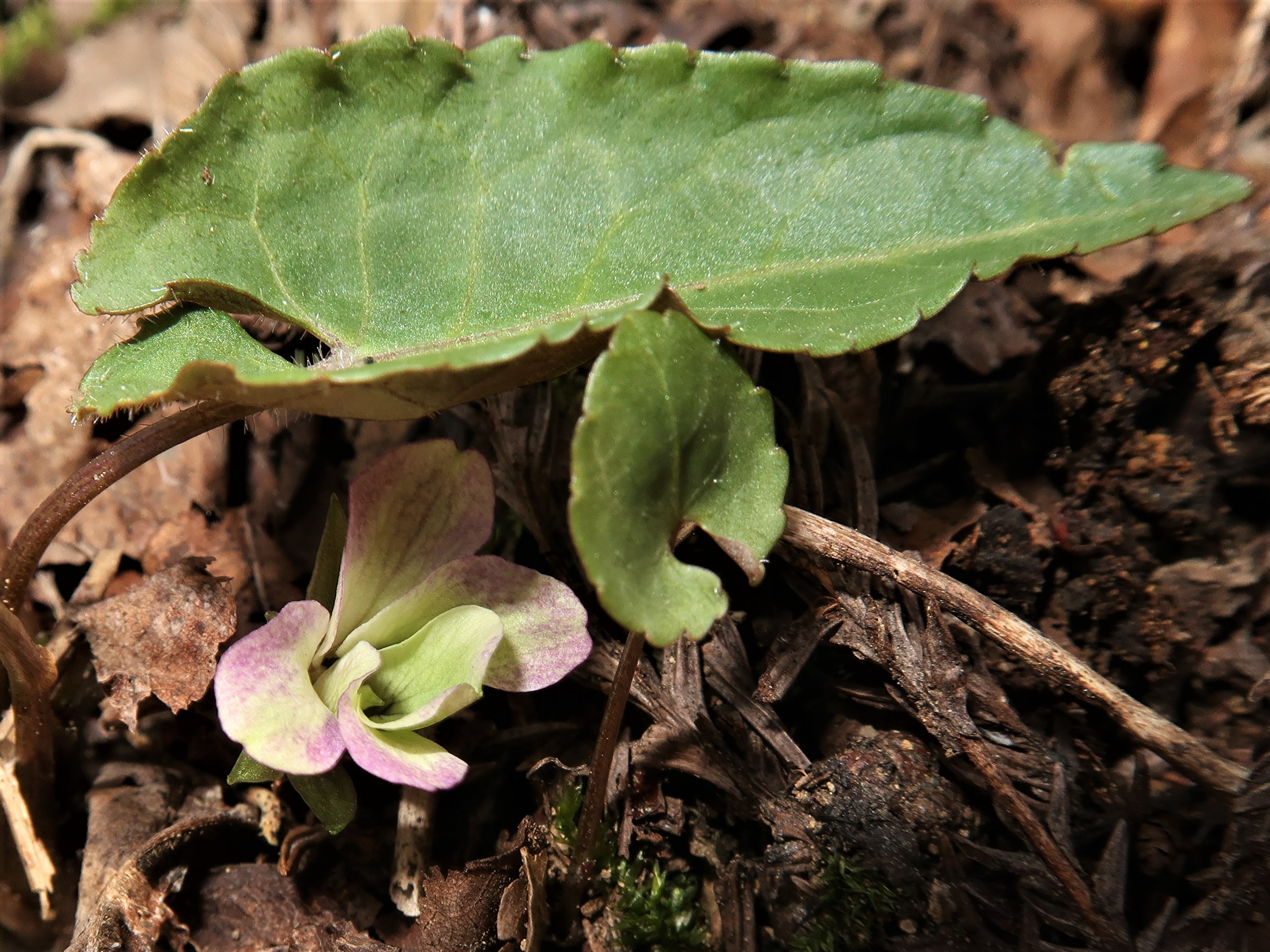
「ミドリヒナスミレ」花が緑色になる。正式な記載はされていない。

## 交雑種
- キクバヒナスミレ Viola chaerophylloides var. sieboldiana (Maxim.) Makino × V. tokubuchiana Makino var. takedana (Makino) F.Maek.[15] - ヒゴスミレ×ヒナスミレ[15]。
- オクタマスミレ Viola × savatieri Makino[16] - エイザンスミレ×ヒナスミレ[16]。
- フイリオクタマスミレ Viola × savatieri Makino nothof. variegate E.Hama ex T.Shimizu[17] - エイザンスミレ×フイリヒナスミレ[17]。